# Eosentomon sakura
Eosentomon sakura är en urinsektsart som beskrevs av Imadaté och Riozo Yosii 1959. Eosentomon sakura ingår i släktet Eosentomon och familjen trakétrevfotingar. Inga underarter finns listade i Catalogue of Life.